# Pulsamplitude

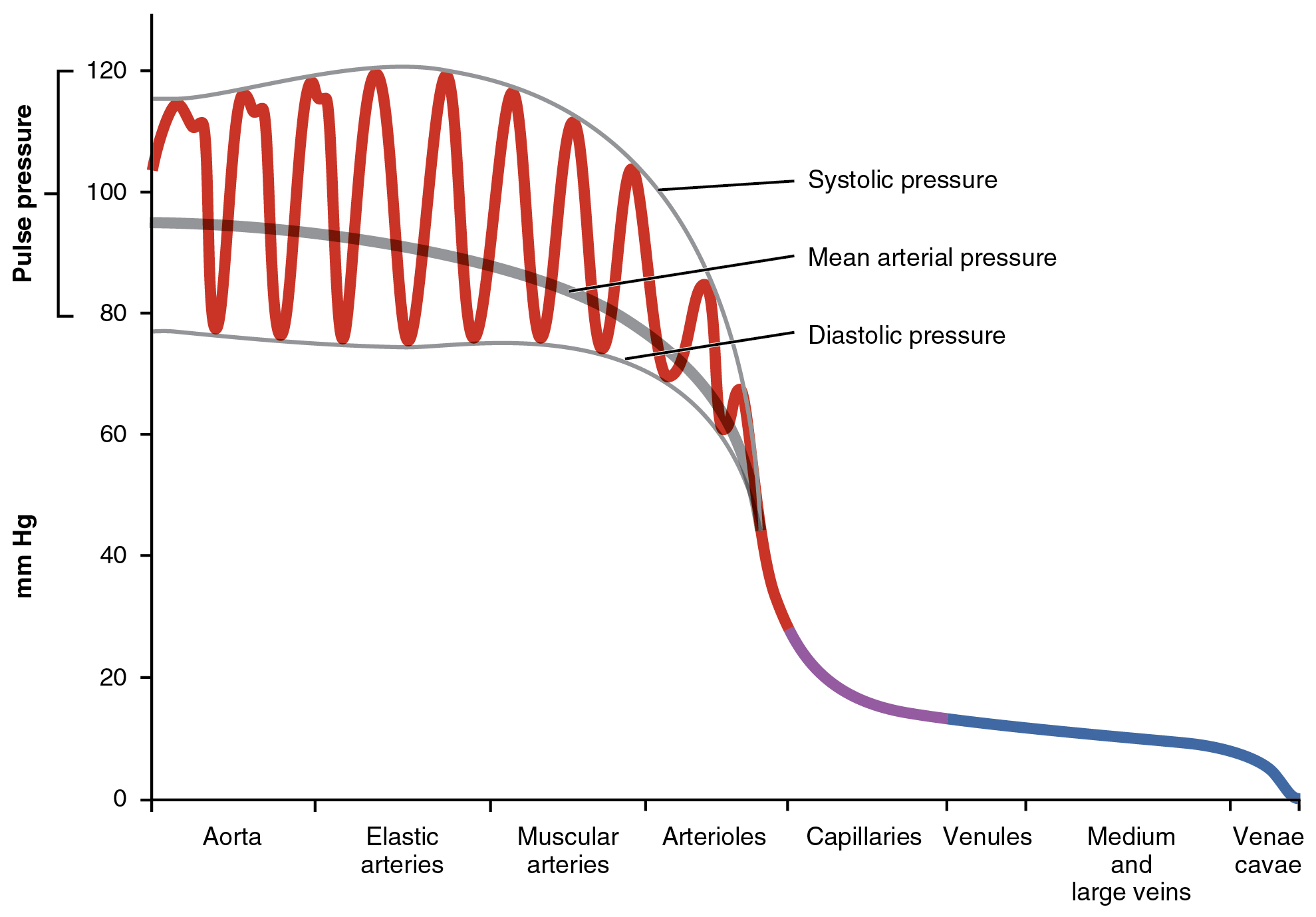
Pulsdruck (und mittlerer Arterialdruck), abhängig vom Gefäß

Als Pulsamplitude, Pulsdruck oder auch Blutdruckamplitude, bezeichnet man die Differenz zwischen dem Systolischen und Diastolischen Blutdruck.
{\displaystyle {\text{Systole}}-{\text{Diastole}}={\text{Pulsdruck}}}
Sie ist proportional zum Schlagvolumen und umgekehrt proportional zur Compliance (Dehnbarkeit) der Aorta.
Als Norm gelten Werte von 40 mmHg – 65 mmHg in Ruhe. Bis 75 mmHg wird als „leicht erhöht“, ab 75 mmHg als „moderat erhöht“ und ab 90 mmHg als „stark erhöht“ eingestuft.
Die Höhe der Pulsamplitude wird im Wesentlichen durch die Elastizität der Gefäße, das vom Herzen ausgeworfene Volumen und die Dauer der Diastole bestimmt. Man findet einen hohen Pulsdruck deshalb fast ausschließlich bei älteren Patienten mit isolierter systolischer Hypertonie (ISH). Bei diesen Patienten besteht bereits eine fortgeschrittene Schädigung der großen Gefäße im Sinne einer Arteriosklerose mit verminderter Elastizität und Windkesselfunktion.
Der Pulsdruck ist ein wichtiger Risikoindikator der isolierten systolischen Hypertonie, als eigenständiger Risikofaktor sollte er nicht bezeichnet werden.